# Adapisoriculidae
Adapisoriculidae — вимерла родина евтерових ссавців, яка існувала в палеогені та, можливо, в крейді. Колись їх вважали членами ряду Erinaceomorpha, тісно пов'язані з сімейством їжакових (Erinaceidae), через їх подібні зуби, або базальними Euarchonta. Колись їх також вважали сумчастими. Однак останні дослідження показують, що вони не є плацентарними евтеріями.
Це були невеликі ссавці довжиною близько 15 см з хвостом такої ж довжини. Ймовірно, вони вели нічний спосіб життя, харчуючись комахами та фруктами.
Deccanolestes і Sahnitherium з пізньої крейди Індії можуть бути крейдяними представниками Adapisoriculidae.